# Orrszarvúmézevő
Az orrszarvúmézevő (Philemon corniculatus) a madarak osztályának a verébalakúak (Passeriformes) rendjébe, ezen belül a mézevőfélék (Meliphagidae) családjába tartozó faj.

## Előfordulása
Ausztrália keleti részén, valamint Új-Guinea szigetének déli részén fordul elő.
Száraz erdők, eukaliptuszerdők, bozótos vidékek lakója, de fenyéreken is előfordul.

## Alfajai
- Philemon corniculatus corniculatus
- Philemon corniculatus monachus

## Megjelenése
Testhossza 35 centiméter. Háta és feje egyszínű szürke, fehér torka, vörös szemei és hosszú farka van, melynek hegye fehér. Jellemző bélyege a csupasz, fekete feje és a nagy csőrén levő fekete szarufüggelék, amelyik egy kicsit emlékeztet az orrszarvúak tülkére. Magyar nevét erről a tulajdonságáról kapta. Hangja hangos, csilingelő kiáltás.
|  |

## Életmódja
A költési időszakon kívül mintegy 30 egyedből álló csapatokban kóborol. Jórészt a lombkoronaszint felső részében tartózkodik, ahol lármás, harcias viselkedésével tűnik ki. Ha egy csapat rátalál egy virágzó fára, akkor onnan az összes egyéb kisebb testű fajt elűzik. 
A virágokból kiszívja a nektárt, közben repülő rovarokat is fog, ezen kívül pókokat és egyéb ízeltlábúakat is fogyaszt, melyeket a fák törzsén és ágain fog el. Gyümölcsöt is fogyaszt.

## Szaporodása
Más nagy testű mézevőkhöz hasonlóan harciasan viselkedik más madarakkal, sőt még az emberrel szemben is. Ez különösképpen a költési és a fiókanevelési időszakra igaz.
A költési időszak augusztustól februárig tart. Nagy fészke száraz fűből, apró ágakból és fakéregből készül, az egészet pókháló tatja össze. A fészek belsejét lágy növényi részekkel béleli. Fészkét fák ágaira, többnyire igen magasra építi.
A tojó általában 2-3 tojást rak, amelyeket 14-16 nap alatt költ ki. A két szülő közösen eteti a fiókákat, főleg pókokkal. Sokszor az  előző fészekalj fiatal madarai is segítenek az új fiókák felnevelésében. A fiatal madarak 18 napos korukban hagyják el a fészket.

## Külső hivatkozások
- Képek az interneten a fajról
- Internet Bird Collection - videók a fajról